# Durban
Durban (zulu nyelven: eThekwini) a Dél-afrikai Köztársaság harmadik legnagyobb városa. Ez a legnagyobb város KwaZulu-Natal tartományban és Afrika egyik legforgalmasabb kikötője. A város – meleg szubtrópusi éghajlata és strandjai miatt – egyben jelentős idegenforgalmi központ is.

## Történelme
1497. december 25-én fedezte fel Vasco da Gama portugál tengerész, felfedező.  A helyet Rio de Natal-nak nevezte el, ezt később Port Natal-ra változtatták.
1823-ban már brit telepesek éltek a városban. 1843-ban a britek gyarmatosították a várost.

## Népesség
| 2001 | 536 644 |
| 2011 | 595 061 |

## Sport
A Kingsmead nevű krikettpálya nemzetközi mérkőzéseknek is otthont ad, és ez a hazai pályája a dél-afrikai Húsz20-as ligában, az SA20-ban szereplő Durban’s Super Giants csapatának is.
2010-ben Durban volt a labdarúgó-világbajnokság egyik helyszíne, ekkor a Moses Mabhida Stadionban rendeztek 8 mérkőzést.

## Éghajlat
| Hónap                         | Jan. | Feb. | Már. | Ápr. | Máj. | Jún. | Júl. | Aug. | Szep. | Okt. | Nov. | Dec. | Év   |
| ----------------------------- | ---- | ---- | ---- | ---- | ---- | ---- | ---- | ---- | ----- | ---- | ---- | ---- | ---- |
| Rekord max. hőmérséklet (°C)  | 36,0 | 34,0 | 35,0 | 36,0 | 34,0 | 36,0 | 34,0 | 36,0 | 37,0  | 40,0 | 34,0 | 36,0 | 40,0 |
| Átlagos max. hőmérséklet (°C) | 28,0 | 28,0 | 28,0 | 26,0 | 25,0 | 23,0 | 23,0 | 23,0 | 23,0  | 24,0 | 25,0 | 27,0 | 25,2 |
| Átlagos min. hőmérséklet (°C) | 21,0 | 21,0 | 20,0 | 17,0 | 14,0 | 11,0 | 11,0 | 13,0 | 15,0  | 17,0 | 18,0 | 20,0 | 16,5 |
| Rekord min. hőmérséklet (°C)  | 14,0 | 13,0 | 12,0 | 9,0  | 5,0  | 4,0  | 3,0  | 3,0  | 5,0   | 8,0  | 10,0 | 12,0 | 3,0  |
| Átl. csapadékmennyiség (mm)   | 134  | 113  | 120  | 73   | 59   | 28   | 39   | 62   | 73    | 98   | 108  | 102  | 1009 |

## Közlekedés

### Légi
A város nemzetközi repülőtere a Shaka király nemzetközi repülőtér.

## Bűnözés
A világ egyik legveszélyesebb nagyvárosa.
A bandák erőszakossága itt is probléma, különösen azért, mert Durban a nigériai maffia tevékenységének hotspotja.

## Híres emberek
- Itt született Bheki Mseleku (1955–2008) dél-afrikai dzsessz-zenész.

## Testvérvárosai
| - Alexandria, Egyiptom - Bakı, Azerbajdzsán - Chicago, Illinois, USA - Leeds, Egyesült Királyság, - Rotterdam, Hollandia | - Guangzhou, Kína - Nantes, Franciaország - Antwerpen, Belgium - Bréma, Németország - Rio de Janeiro, Brazília | - Bulawayo, Zimbabwe - New Orleans, Louisiana, USA - Orán, Algéria - Le Port, Réunion, Franciaország | - Brisbane, Queensland, Ausztrália - Eilat, Izrael - Maracaibo, Venezuela - Kaohsiung, Tajvan |

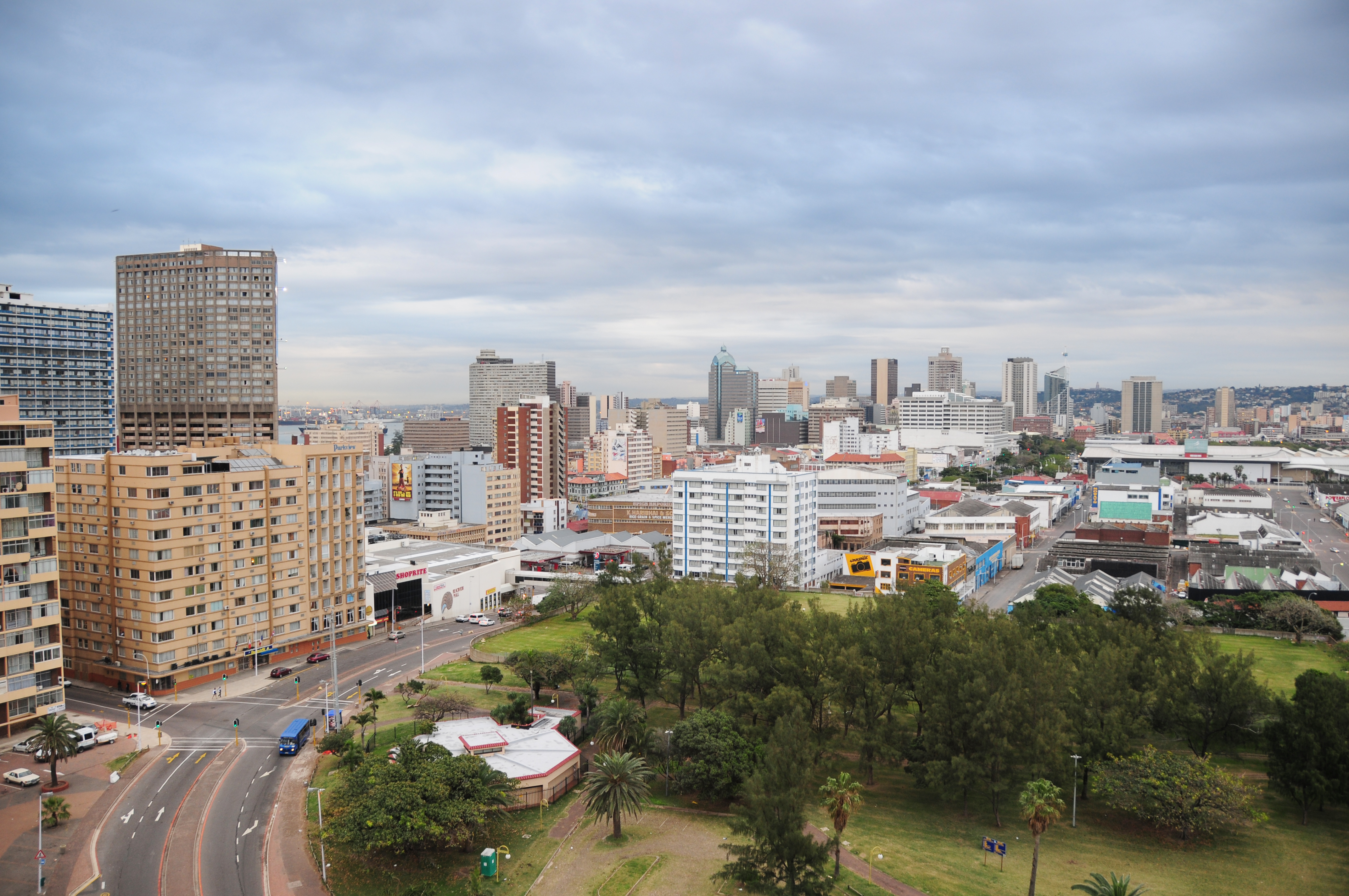
Durban